# Kyle Hiebert
Kyle Hiebert (Winnipeg, 30 luglio 1997) è un calciatore canadese, difensore del St. Louis City e della nazionale canadese.

## Carriera

### Club
Il 26 febbraio 2023 gioca il primo match in assoluto in MLS con la nuova franchigia statunitense, il St. Louis City, mentre il 12 marzo successivo realizza la prima rete da professionista segnando la rete della vittoria (1-2) contro il Portland Timbers.

### Nazionale
Nel marzo 2023 viene convocato per la prima volta dal CT John Herdman, selezionatore della nazionale canadese; il 28 marzo esordisce con la nazionale subentrando al 62º minuto durante la partita contro l'Honduras, valida per la Nations League nordamericana, al posto di Scott Kennedy.

## Statistiche

### Presenze e reti nei club
Statistiche aggiornate all'11 giugno 2023.
| Stagione        | Squadra          | Campionato      | Campionato | Campionato | Coppe nazionali | Coppe nazionali | Coppe nazionali | Coppe continentali | Coppe continentali | Coppe continentali | Altre coppe | Altre coppe | Altre coppe | Totale | Totale |
| Stagione        | Squadra          | Comp            | Pres       | Reti       | Comp            | Pres            | Reti            | Comp               | Pres               | Reti               | Comp        | Pres        | Reti        | Pres   | Reti   |
| --------------- | ---------------- | --------------- | ---------- | ---------- | --------------- | --------------- | --------------- | ------------------ | ------------------ | ------------------ | ----------- | ----------- | ----------- | ------ | ------ |
| 2022            | St. Louis City 2 | MLSNP           | 24         | 3          | USOC            | 2               | 0               | -                  | -                  | -                  | -           | -           | -           | 26     | 3      |
| 2023            | St. Louis City   | MLS             | 14         | 2          | USOC            | 1               | 0               | -                  | -                  | -                  | -           | -           | -           | 15     | 2      |
| Totale carriera | Totale carriera  | Totale carriera | 38         | 5          |                 | 3               | 0               |                    | -                  | -                  |             | -           | -           | 41     | 5      |

### Cronologia presenze e reti in nazionale
| Cronologia completa delle presenze e delle reti in nazionale ― Canada | Cronologia completa delle presenze e delle reti in nazionale ― Canada | Cronologia completa delle presenze e delle reti in nazionale ― Canada | Cronologia completa delle presenze e delle reti in nazionale ― Canada | Cronologia completa delle presenze e delle reti in nazionale ― Canada | Cronologia completa delle presenze e delle reti in nazionale ― Canada | Cronologia completa delle presenze e delle reti in nazionale ― Canada | Cronologia completa delle presenze e delle reti in nazionale ― Canada |
| Data                                                                  | Città                                                                 | In casa                                                               | Risultato                                                             | Ospiti                                                                | Competizione                                                          | Reti                                                                  | Note                                                                  |
| --------------------------------------------------------------------- | --------------------------------------------------------------------- | --------------------------------------------------------------------- | --------------------------------------------------------------------- | --------------------------------------------------------------------- | --------------------------------------------------------------------- | --------------------------------------------------------------------- | --------------------------------------------------------------------- |
| 28-3-2023                                                             | Toronto                                                               | Canada                                                                | 4 – 1                                                                 | Honduras                                                              | CONCACAF Nations League 2022-2023 - 1º turno                          | -                                                                     | 62’                                                                   |
| 9-6-2024                                                              | Bordeaux                                                              | Francia                                                               | 0 – 0                                                                 | Canada                                                                | Amichevole                                                            | -                                                                     | 84’                                                                   |
| Totale                                                                |                                                                       | Presenze                                                              | 2                                                                     |                                                                       | Reti                                                                  | 0                                                                     |                                                                       |